# Твори для підлітків Гайнлайна
Твори для підлітків Гайнлайна — книги для підлітків які написав Роберт Гайнлайн. 12 романів опублікувало видавництво Charles Scribner's Sons з 1947 по 1958 рік, всі вони присвячені освоєнню космосу.
Тринадцятий роман «Зоряний десант» відкинуло видавництво «Scribner», а тому його опублікувало видавництво «Putnam».
Чотирнадцятий роман «Марсіанка Подкейн» Гайнлайн вважав не належним до цієї серії.
Гайнлайн ще написав 2 оповідання для хлопчаків про скаутинг та три оповідання для дівчат про Моурін «Пудинг».

## Романи
- Ракетний корабель «Галілео» (1947)
- Космічний кадет (1948)
- Червона планета (1949)
- Фермер у небі (1950)
- Між планетами (1951)
- Космічна сім'я Стоунів (1952)
- Астронавт Джонс (1953)
- Зоряний звір (1954)
- Тунель до небес (1955)
- Час для зірок (1956)
- Громадянин Галактики (1957)
- Маю скафандр — здатен мандрувати (1958)
- Зоряний десант (1959)
- Марсіанка Подкейн (1963)

## Оповідання
Оповідання про скаутів для хлопчаків
- «На Місяці нічого не трапляється» (1949)
- «Новачок в космосі» (1958)

Оповідання для дівчат про Моурін «Пудинг»
- «Бідний татко» (1949)
- «Кліф і калорії» (1950)
- «Дошка оголошень» (1951)